# Daleks

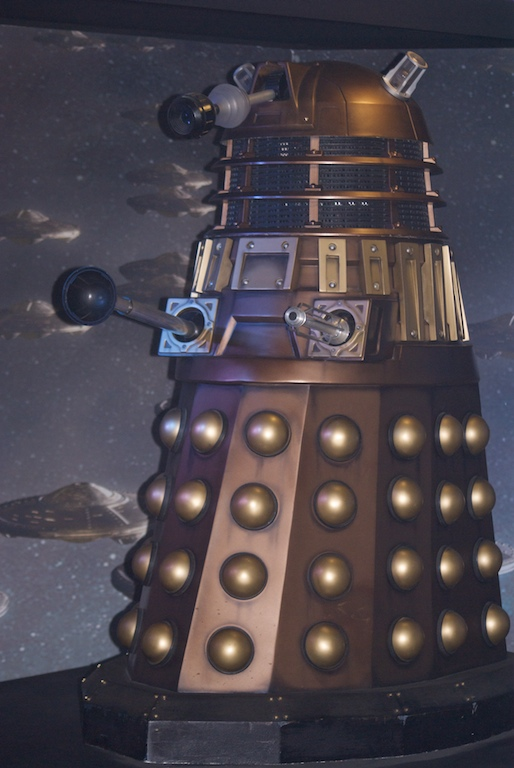
Dalek

Die Daleks sind eine nichtmenschliche Spezies von kriegerischen Außerirdischen aus der britischen Science-Fiction-Kultserie Doctor Who.
Sie spielen die Rolle der bekanntesten und populärsten Widersacher der Hauptfigur der Serie, des zeitreisenden Doktors. Daleks sind zu einem festen Teil der britischen Populärkultur geworden. Es gab und gibt zahllose Fanartikel in Dalekgestalt, 1999 erschien gar eine Briefmarke, die einen Dalek abbildet. Seit ihrem erstmaligen Erscheinen in der Folge 1.05 Der tote Planet aus dem Jahr 1963 tauchten sie bisher in 144 Folgen von Doctor Who auf, davon 120 der Ursprungsserie (dUS), dem Fernsehfilm mit dem Achten Doktor von 1996 und in bisher 23 Folgen der Fortsetzungsserie (dFS), wobei bisher jede Inkarnation des Doktors mit ihnen zu tun hatte.
Ihre Ideologie und ihr „Rassenreinheits“-Fanatismus basieren auf dem nationalsozialistischen Faschismus des Dritten Reiches. Aufgewachsen im Zweiten Weltkrieg, schuf Autor Terry Nation eine Vielzahl von Parallelen hinsichtlich Aussehen, Sprechweise, Charakterisierung. Wie schon zu den Anfängen des Nationalsozialismus sollte das Auftreten der Daleks im ersten Moment etwas plump, wenig gefährlich und beinahe lachhaft wirken, ihre Radikalität, Gefühlskälte, Unaufhaltsamkeit und beinahe Unbesiegbarkeit den Zuschauern dann jedoch genauso schnell das Lachen ersticken. Die Farbe der ursprünglichen Uniformen war ebenso der nationalsozialistischen nachempfunden wie die Salut-ähnliche Anordnung von Auge und Waffen. Höchstes Ziel der Daleks ist es, um jeden mörderischen Preis „die Reinheit der Rasse zu erhalten“ und den „Lebensraum“ dieser „überlegenen Rasse“ stetig zu erweitern, was unmittelbar der nationalsozialistischen Ideologie entspricht. Schöpfer und Besetzung bezeichneten diese Parallelen als „Warnung an die Welt vor der Gefahr eines erneut erstarkenden Autoritarismus“.

## Herkunft

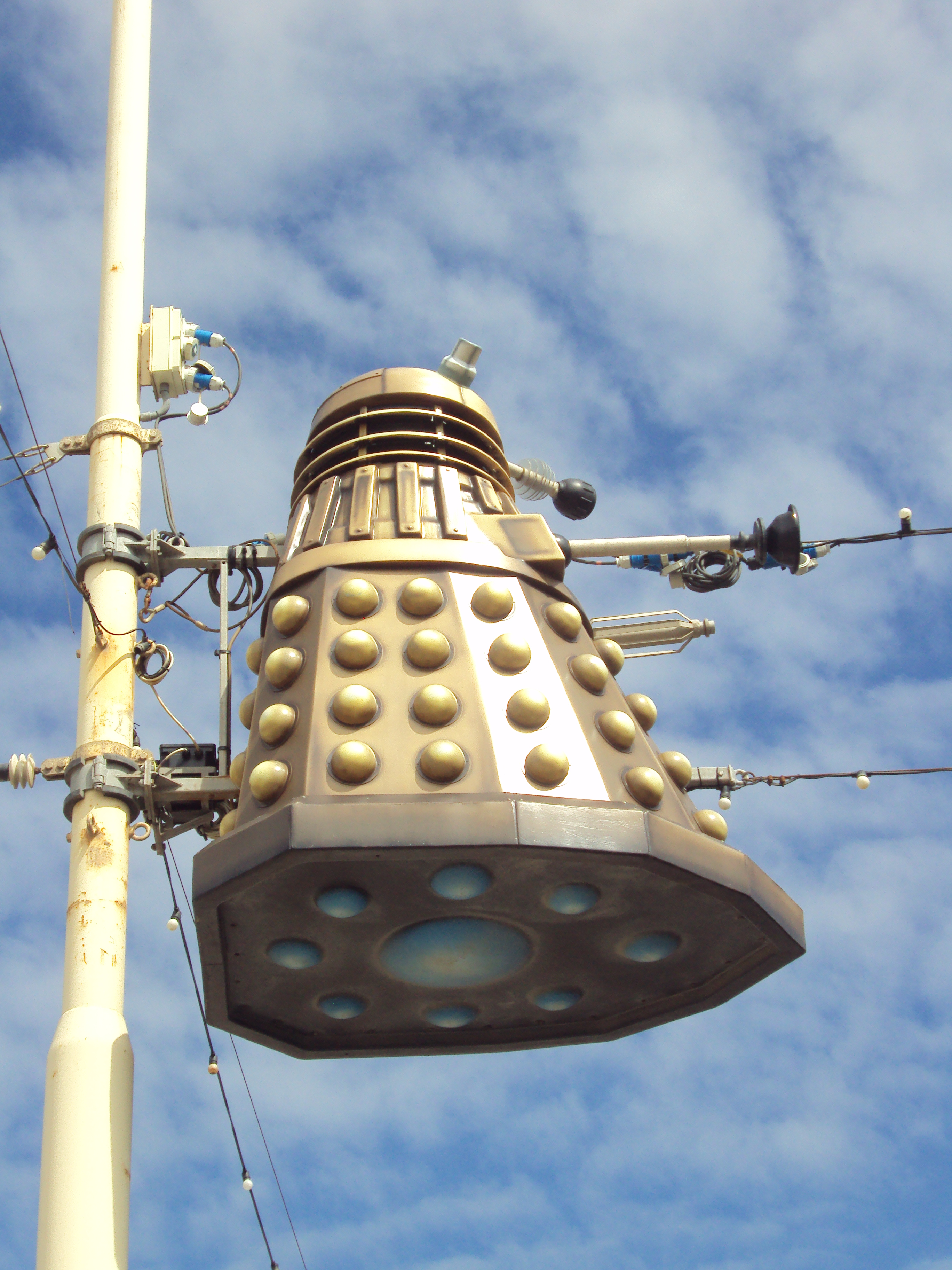
Installation eines „fliegenden“ Dalek anlässlich der Blackpool Illuminations

Die Daleks waren zum ersten Mal im Dezember 1963 in der Folge 1.05 Der tote Planet, der ersten Folge des Doctor-Who-Handlungsstrangs Die Daleks (Folgen 1.05–1.11 [dUS]), auf dem Bildschirm zu sehen. Von ihrem ersten Auftritt in der zweiten Episodenreihe von Doctor Who an waren sie beim Publikum äußerst beliebt und traten seitdem vielfach in Erscheinung, vor allem, wenn es darum ging, abgefeimte Pläne zur Eroberung der Erde einzufädeln.
Ihre Herkunft in der Serie lässt sich auf den Planeten Skaro zurückverfolgen, wo sich die ursprüngliche Rasse nach einem Atomkrieg zu oktopusähnlichen Mutanten entwickelte, die sich Kampfpanzerungen als Ersatz für ihre verlorene Gestalt schufen. Später in der Serie wurde die Figur des Davros eingeführt. Davros ist ein wahnsinnig gewordenes Genie, der die Daleks aus seiner eigenen humanoiden Rasse, den Kaleds, erschuf. Im Ewigen Krieg (Time War) soll er zusammen mit den Daleks umgekommen sein, im finalen Zweiteiler der vierten Staffel der Fortsetzungsserie (dFS) 4.12 The Stolen Earth und 4.13 Journey’s End taucht er jedoch wieder auf. Ein zeitreisender Dalek, Dalek Caan, der in der Folge 3.05 (dFS) Evolution of the Daleks als letzter verbliebener Dalek dem Doktor entkommen konnte, hat ihn vor dem Tode bewahrt. Davros erschuf daraufhin eine neue Armee Daleks, die jedoch am Ende der Folge 4.13 Journey’s End ein weiteres Mal vernichtet wird. Davros weigert sich, des Doktors Hilfsangebot anzunehmen, und bleibt in einem auseinanderbrechenden Raumschiff zurück. Wiederum überleben sowohl Davros als auch drei seiner Daleks, welche in der Episode Victory of the Daleks erfolgreich eine neue Dalek-Rasse erschaffen, die aus reiner Dalek-DNA besteht und mächtiger ist als je zuvor. Der zwölfte Doktor kehrt in Folge 277 (N 9.01) unfreiwillig auf den Planeten Skaro zurück und begegnet dort Davros erneut. Der im Sterben liegende Herrscher offenbart seine schreckliche Kindheit und gibt dem Doktor die Schuld an der Entstehung der Daleks und seiner Entwicklung vom angsterfüllten Kind zum hasserfüllten Monster. Der von Gewissensbissen und Mitleid erfüllte Doktor versucht, dem Sterbenden mithilfe seiner Regenerationsenergie zu helfen, woraufhin Davros seine traurige Geschichte als Falle offenbart und die Energie des Doktors zur Kreation einer neuen übermächtigen Hybridrasse von Daleks missbraucht. Diese Falle wird jedoch vom Doktor antizipiert. Besagte Hybriden umfassen ebenfalls die in der Kanalisation entsorgten minderwertigen Daleks, welche zahlenmäßig überlegen sind und entsprechend aufgrund neuer Stärke gegen ihre Pendants auf der Oberfläche revoltieren und so Davros' Pläne durchkreuzen (Folge 278 bzw. N 9.02).

## Äußere Gestalt
Die leicht asymmetrische äußere Gestalt der Daleks ähnelt übergroßen Hydranten oder Salzstreuern, mit denen sie im Scherz oft verglichen werden. Anstelle eines Kopfes besitzen sie eine schwenkbare Kuppel mit einem beweglich angebrachten, starren Augenstengel. Die Mitte des Körpers bildet ein schwenkbares Segment, welches mit zwei beweglichen Gliedmaßen versehen ist, einem ausfahrbaren Manipulator in Form eines Pümpels (Quelle weiterer Scherze) sowie einer kurzläufigen Strahlenwaffe. Daleks bewegen sich gleitend (bzw. rollend) auf einer verbreiterten Basis fort. Der verbreitetste Dalek-Witz basiert auf ihrer Unfähigkeit, Treppen zu steigen; in einer Folge aus dem Jahr 1988 ((dUS)25.01-25.04 Remembrance of the Daleks) sieht man allerdings einen Dalek, der dieses Problem im Schwebeflug überwindet. In dem Spielfilm Dr. Who – Die Invasion der Daleks auf der Erde 2150 n. Chr. von 1966 bezeichnet der gehbehinderte Geologe Dortmun, der in einem Rollstuhl sitzt und eine Rebellengruppe von Menschen anführt, die Daleks spöttisch als „fahrbare Mülleimer“. In einer Szene des Vorgängerfilms Dr. Who und die Daleks von 1965 sieht man, nachdem Dr. Who mithilfe seiner Begleiter die Panzerung eines überwältigten Daleks aufgebrochen und die darin befindliche Kreatur, ohne dass die Zuschauer das mysteriöse Wesen direkt sehen, in einen schwarz-weißen Umhang gehüllt achtlos zur Seite geworfen hat, eine grüne echsenartige Hand mit Krallen des wieder zu Bewusstsein gekommenen Daleks unter jenem Umhang kurz hervorkommen. Manche Daleks besitzen in den beiden Filmen an der äußeren Panzerung einen rechten silbernen Greifarm, mit dem sie vielseitig einsetzbar andere Maschinen bedienen und sich widersetzende Menschen am Hals packen können.
In den neuen Folgen ab 2005 sind sie sogar generell flugfähig und üben dies sowohl innerhalb der Atmosphäre als auch im Weltraum aus. Hier tauchen sie erstmals in Folge 6 der ersten neuen Staffel mit dem Titel Dalek auf. In dieser Folge sowie bei späterem Auftreten werden sie im Deutschen von Michael Habeck gesprochen und nach dessen Tod von Gregor Höppner. Die neuen Paradigmen Daleks (ab Sieg der Daleks) werden in der dt. Fassung von Josef Tratnik gesprochen.

## Verhalten

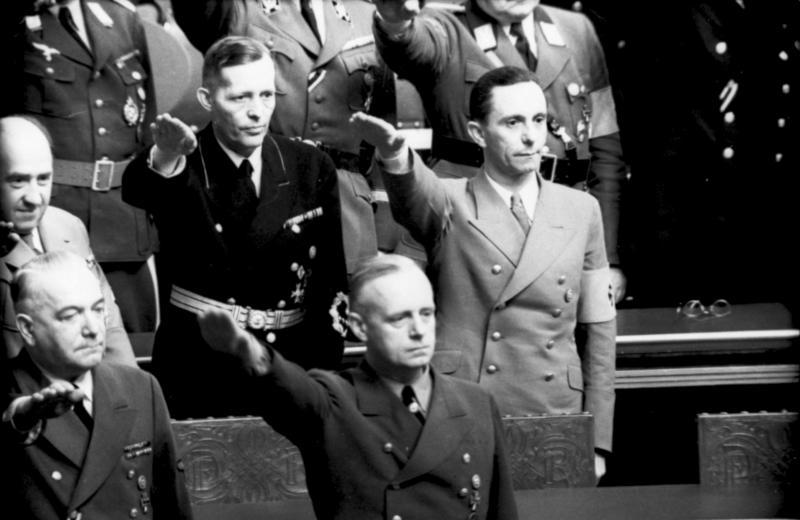
Daleks sind bewusst in vielerlei Hinsicht Nationalsozialisten nachempfunden.

Daleks sind im höchsten Maße kriegerisch und stets auf Eroberung und Zerstörung bedacht. Sie sind Faschisten, die neben ihrer eigenen keine andere Rasse achten und auf ihre „Rassenreinheit“ fixiert sind. Dies geht so weit, dass sie sogar ihren eigenen „Schöpfer“ Davros töten, als er ihre höhere Stellung nicht anerkennt und er die weitere Produktion/Züchtung von Daleks verhindern will. Auch töten bzw. „eliminieren“ sie in „Daleks in Manhattan“ (2007) ihre Kreuzung von Mensch und Dalek, weil sie Emotionen verspürt, welches die größte Eigenschaft, die der Emotionlosigkeit, verbietet. Daleks sind im Speziellen bekannt für ihre abgehackte Sprechweise und ihre elektronisch verzerrten Stimmen. Typische Dalek-Zitate sind „Exterminate!“ und „Obey!“ („Gehorche!“). In der deutschen Version wird aus „Exterminate“ „Vernichten!“, wobei „Exterminate!“ in „Journey’s End“, als Daleks in Deutschland einfliegen, von ihnen – im englischen Originalton – als „Exterminieren!“ ausgesprochen wird. In der Fortsetzungsserie von 2005 wird aus „Exterminate!“ in der deutschen Synchronisation „Eliminieren!“. Daleks sind völlig frei von jedem Mitleid und ähnlichen „schwächenden“ Emotionen. Eine Ausnahme bildet das Verschonen eines Kindes, das später zu einer sehr wichtigen und prägenden Person der Geschichte wird und weitere Nachfahren dieser Art bekommt. Dieses wird damit begründet, dass der Dalek diese Ereignisse sah und den Verlauf der zukünftigen Geschichte wahren musste. In dem Spielfilm Dr. Who und die Daleks mit Hauptdarsteller Peter Cushing von 1965 wird den machtbesessenen Daleks ihre langsame Schwergängigkeit zum Verhängnis, was ihre Gegner im direkten Kampf ausnutzen, um die bösen Daleks zu überwältigen. Außerdem können sich die umherrollenden Daleks in diesem Film aus stromtechnischen Gründen ausschließlich auf Fußböden aus Metall fortbewegen, die sich in ihrem weitläufigen Hauptquartier erstrecken, womit sie einen weiteren Angriffspunkt bieten. In der Fortsetzung Dr. Who – Die Invasion der Daleks auf der Erde 2150 n. Chr. von 1966 können die herrschsüchtigen Daleks, die mit einem Raumschiff in England einfallen, um die Menschen zu versklaven und zur Arbeit in unterirdischen Minen zu zwingen, dagegen im Freien auch auf unbefestigtem Grund und auf asphaltierten Straßen fahren. Zu Beginn des Films sieht man einen Dalek quer durch einen Fluss an ein Ufer schwimmen. Mit elektronischen Kopfhauben therapieren die Daleks in dem Film Die Invasion der Daleks auf der Erde 2150 n. Chr. unterworfene Menschen, vergleichbar mit einer Gehirnwäsche, um aus den Erdbewohnern willfährige Soldaten mit ausdruckslosen Gesichtern in schwarzen Uniformen und Helmen mit verspiegeltem Sichtschutz zu machen, zur Unterstützung ihrer imperialistischen Pläne. Die manipulative Methode mit den Kopfhauben nennen die hinterhältigen Daleks „Robotisieren“.
Obwohl die Daleks oftmals für stumpfsinnig, kleinlich und unflexibel gehalten werden, zeigen neuere Episoden oft eine erschreckende planerische Intelligenz sowie die Fähigkeit, sich tot zu stellen. Daleks sind sich bewusst, dass der Doctor Mitgefühl für seine Freunde empfindet, und nutzen dies oft für ihren persönlichen Vorteil aus.

## Doctor-Who-Episoden
| Serial | Episoden      | Jahr          | Serialtitel                 | Episodentitel | Deutscher Titel | Autor                                                          | Regie                                                           |
| ------ | ------------- | ------------- | --------------------------- | --- | --------------- | -------------------------------------------------------------- | --------------------------------------------------------------- |
| 2      | 1-05 bis 1-11 | 1963          | The Daleks                  | The Dead Planet (Der tote Planet) The Survivor (Die Überlebenden) The Escape (Die Flucht) The Ambush (Der Hinterhalt) The Expedition (Die Expedition) The Ordeal (Die Feuerprobe) The Rescue (Die Rettung) | Die Daleks      | Terry Nation                                                   | Christopher Barry (Ep. 1, 2, 4, 5) Richard Martin (Ep. 3, 6, 7) |
| 10     | 2-04 bis 2-09 | 1964          | The Dalek Invasion of Earth | World’s End The Daleks Day Of Reckoning The End Of Tomorrow The Waking Ally Flashpoint | -               | Terry Nation                                                   | Richard Martin                                                  |
| 16     | 2-30 bis 2-35 | 1965          | The Chase                   | The Executioners The Death of Time Flight Through Eternity Journey Into Terror The Death of Doctor Who The Planet of Decision                                                                              | -               | Terry Nation                                                   | Richard Martin (Ep. 1 bis 5) Douglas Camfield (Ep. 6)           |
| 19     | 3-05          | 1965          | Mission to the Unknown      | Mission to the Unknown | -               | Terry Nation                                                   | Derek Martinus                                                  |
| 21     | 3-10 bis 3-21 | 1965 bis 1966 | The Daleks’ Master Plan     | The Nightmare Begins Day of Armageddon Devil's Planet The Traitors Counter Plot Coronas of the Sun The Feast of Steven Volcano Golden Death Escape Switch The Abandoned Planet Destruction of Time         | -               | Terry Nation (Ep. 1 bis 5, 7) Dennis Spooner (Ep. 6, 8 bis 12) | Douglas Camfield                                                |

| Serial | Episoden      | Jahr | Serialtitel             | Deutscher Titel | Autor                           | Regie             |
| ------ | ------------- | ---- | ----------------------- | --------------- | ------------------------------- | ----------------- |
| 30     | 4-09 bis 4-14 | 1966 | The Power of the Daleks | -               | David Whitaker & Dennis Spooner | Christopher Barry |
| 36     | 4-37 bis 4-43 | 1967 | The Evil of the Daleks  | -               | David Whitaker                  | Derek Martinus    |

| Serial | Episoden        | Jahr | Serialtitel          | Deutscher Titel | Autor        | Regie             |
| ------ | --------------- | ---- | -------------------- | --------------- | ------------ | ----------------- |
| 60     | 9-01 bis 9-04   | 1972 | Day of the Daleks    | -               | Louis Marks  | Paul Bernard      |
| 68     | 10-15 bis 10-20 | 1973 | Planet of the Daleks | -               | Terry Nation | David Maloney     |
| 72     | 11-11 bis 11-14 | 1974 | Death to the Daleks  | -               | Terry Nation | Michael E. Briant |

| Serial | Episoden        | Jahr | Serialtitel           | Deutscher Titel           | Autor        | Regie         |
| ------ | --------------- | ---- | --------------------- | ------------------------- | ------------ | ------------- |
| 78     | 12-11 bis 12-16 | 1975 | Genesis of the Daleks | Genesis der Daleks        | Terry Nation | David Maloney |
| 104    | 17-01 bis 17-04 | 1979 | Destiny of the Daleks | Die Bestimmung der Daleks | Terry Nation | Ken Grieve    |

| Serial | Episoden        | Jahr | Serialtitel                | Deutscher Titel             | Autor       | Regie            |
| ------ | --------------- | ---- | -------------------------- | --------------------------- | ----------- | ---------------- |
| 134    | 21-11 bis 21-14 | 1984 | Resurrection of the Daleks | Die Auferstehung der Daleks | Eric Saward | Matthew Robinson |

| Serial | Episoden        | Jahr | Serialtitel              | Deutscher Titel  | Autor       | Regie         |
| ------ | --------------- | ---- | ------------------------ | ---------------- | ----------- | ------------- |
| 143    | 22-12 und 22-13 | 1985 | Revelation of the Daleks | Planet der Toten | Eric Saward | Graeme Harper |

| Serial | Episoden        | Jahr | Serialtitel               | Deutscher Titel    | Autor           | Regie         |
| ------ | --------------- | ---- | ------------------------- | ------------------ | --------------- | ------------- |
| 152    | 25-01 bis 25-04 | 1988 | Remembrance of the Daleks | Die Hand des Omega | Ben Aaronovitch | Andrew Morgan |

| Episode   | Jahr | Titel                   | Deutscher Titel | Autor            | Regie       |
| --------- | ---- | ----------------------- | --------------- | ---------------- | ----------- |
| 6 (1-06)  | 2005 | Dalek                   | Dalek           | Robert Shearman  | Joe Ahearne |
| 12 (1-12) | 2005 | Bad Wolf                | Böser Wolf      | Russell T Davies | Joe Ahearne |
| 13 (1-13) | 2005 | The Parting of the Ways | Getrennte Wege  | Russell T Davies | Joe Ahearne |

| Episode   | Jahr | Titel                   | Deutscher Titel       | Autor            | Regie         |
| --------- | ---- | ----------------------- | --------------------- | ---------------- | ------------- |
| 26 (2-12) | 2006 | Army of Ghosts          | Die Armee der Geister | Russell T Davies | Graeme Harper |
| 27 (2-13) | 2006 | Doomsday                | Weltuntergang         | Russell T Davies | Graeme Harper |
| 32 (3-04) | 2007 | Daleks in Manhattan     | Daleks in Manhattan   | Helen Raynor     | James Strong  |
| 33 (3-05) | 2007 | Evolution of the Daleks | Evolution der Daleks  | Helen Raynor     | James Strong  |
| 54 (4-12) | 2008 | The Stolen Earth        | Die gestohlene Erde   | Russell T Davies | Graeme Harper |
| 55 (4-13) | 2008 | Journey's End           | Das Ende der Reise    | Russell T Davies | Graeme Harper |

| Episode    | Jahr | Titel                  | Deutscher Titel      | Autor         | Regie       |
| ---------- | ---- | ---------------------- | -------------------- | ------------- | ----------- |
| 63 (5-03)  | 2010 | Victory of the Daleks  | Sieg der Daleks      | Mark Gatiss   | Andrew Gunn |
| 72 (5-12)  | 2010 | The Pandorica Opens    | Die Pandorica        | Steven Moffat | Toby Haynes |
| 73 (5-13)  | 2010 | The Big Bang           | Der große Knall      | Steven Moffat | Toby Haynes |
| 89 (7-01)  | 2012 | Asylum of the Daleks   | Der Dalek in dir     | Steven Moffat | Nick Hurran |
| 107 (7-18) | 2013 | The Day of the Doctor  | Der Tag des Doktors  | Steven Moffat | Nick Hurran |
| 108 (7-19) | 2013 | The Time of the Doctor | Die Zeit des Doktors | Steven Moffat | Jamie Payne |

| Episode     | Jahr | Titel                     | Deutscher Titel         | Autor                     | Regie            |
| ----------- | ---- | ------------------------- | ----------------------- | ------------------------- | ---------------- |
| 106 (8-2)   | 2014 | Into the Dalek            | Mission Dalek           | Phil Ford & Steven Moffat | Ben Wheatley     |
| 118 (9-1)   | 2015 | The Magician’s Apprentice | Der Zauberlehrling      | Steven Moffat             | Hettie Macdonald |
| 119 (9-2)   | 2015 | The Witch’s Familiar      | Hexenkunst              | Steven Moffat             | Hettie Macdonald |
| 132 (10-1)  | 2017 | The Pilot                 | Flucht durchs Universum | Steven Moffat             | Lawrence Gough   |
| 144 (10-13) | 2017 | Twice Upon A Time         | Aus der Zeit gefallen   | Steven Moffat             | Rachel Talalay   |

| Episode     | Jahr | Titel                    | Deutscher Titel           | Autor          | Regie           |
| ----------- | ---- | ------------------------ | ------------------------- | -------------- | --------------- |
| 155 (11-11) | 2019 | Resolution               | Tödlicher Fund            | Chris Chibnall | Wayne Yip       |
| 166 (12-11) | 2021 | Revolution of the Daleks | Die Revolution der Daleks | Chris Chibnall | Lee Haven Jones |

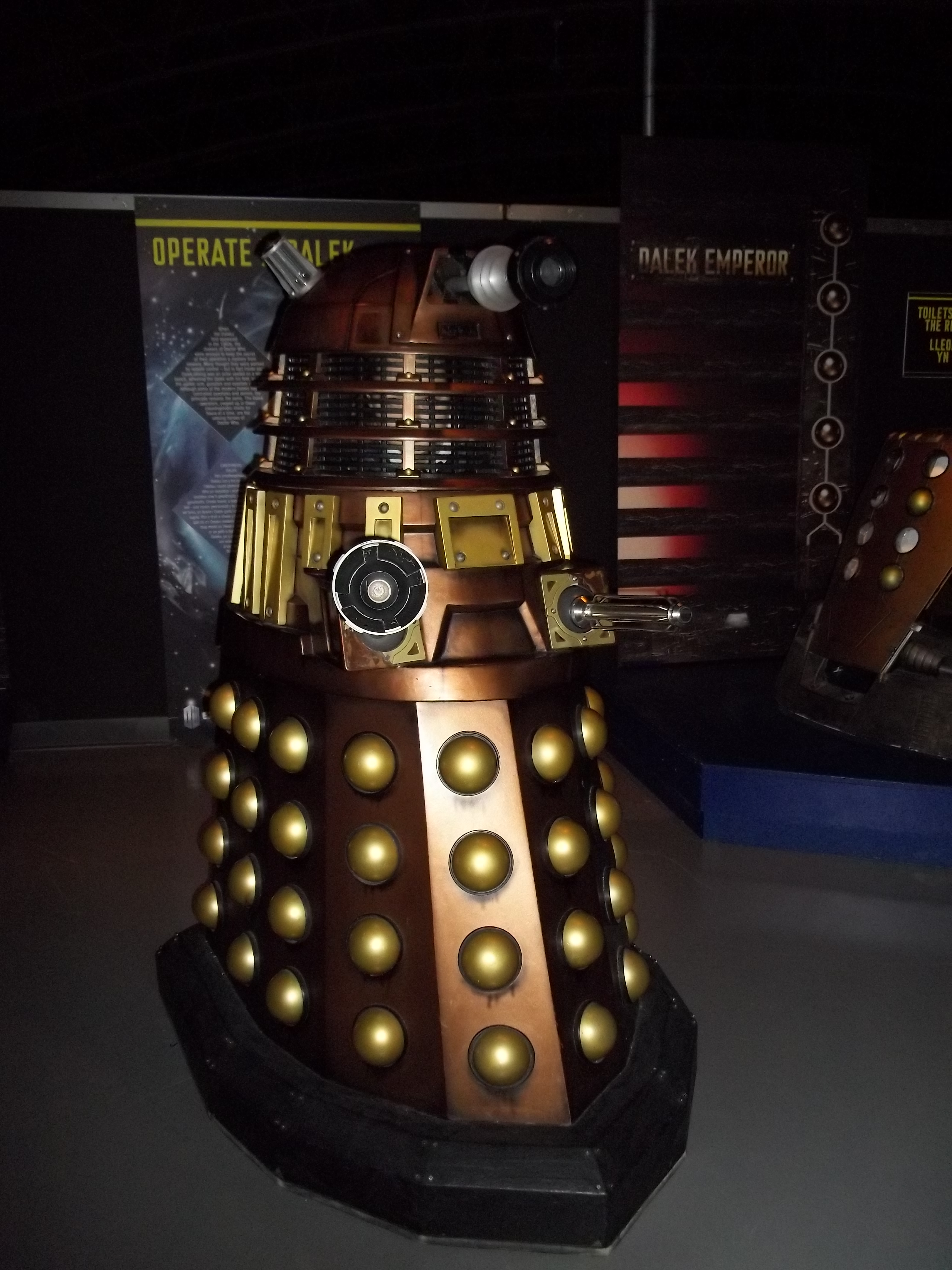
Dalek in der Doctor Who Experience, Ausstellung in Cardiff

In der Webserie Daleks! sind die Daleks die Protagonisten. Die Daleks treten auch in den offiziell lizenzierten Hörspielen zur dUS der Firma „Big Finish“ auf. Dies ist eine Liste ihrer Auftritte in diesen Hörspielen:
- Monthly Release 7: The Genocide Machine
- Monthly Release 11: The Apocalypse Element
- Monthly Release 15: The Mutant Phase
- Monthly Release 32: Time of the Daleks
- Monthly Release 40: Jubilee
- Monthly Release 65: The Juggernauts
- Monthly Release 72: Terror Firma
- Monthly Release 93: Renaissance of the Daleks
- Monthly Release 114: Brotherhood of the Daleks
- Monthly Release 121: Enemy of the Daleks
- Monthly Release 124: Patient Zero
- Monthly Release 129: Plague of the Daleks
- Eighth Doctor Adventures 1: Blood of the Daleks Part 1
- Eighth Doctor Adventures 2: Blood of the Daleks Part 2
- Eighth Doctor Adventures 33: Lucie Miller Part 1
- Eighth Doctor Adventures 34: To the Death Part 2
- Special Release V: Return of the Daleks
- Special Release IX: The Four Doctors
- The Stage Plays 1: The Ultimate Adventure
- The Stage Plays 2: The Seven Keys to Doomsday
- The Stage Plays 3: The Curse of the Daleks
- The Lost Stories 10: The Destroyers
- Doctor Who Unbound 8: Masters of War
- The Companion Chronicles 1.2: Fear of the Daleks
- The Dalek Empire Series

## Trivia
- Im Film Looney Tunes: Back in Action treten zwei Daleks zusammen mit einigen anderen Filmmonstern der 50er und 60er Jahre auf.
- In der Folge Merry Christmas, Mr. Bean spielt die Hauptfigur eine Krippenszene mit einem Dalek.
- Das Robotermodell „883“ aus dem Computerspiel Paradroid sieht aus wie ein Dalek. Im Beschreibungstext des Roboters wird erwähnt, dass er aus unbekannten Gründen beim Menschen Furcht auslöse.[5]
- In der Animationsserie Shaun das Schaf (Staffel 2, Folge 17, Partylöwen) verkleidet sich eines der Schafe als Dalek.
- Im Film The LEGO Batman Movie gehören die Daleks gegen Ende hin zu einer großen Menge bekannter Bösewichte.
- In der zweiten Episode der 15. Staffel von South Park ist der von den Deutschen entwickelte „Funnybot“ als Dalek dargestellt.
- In der ersten Folge der zweiten Staffel (Der tödliche Computer/The Human Factor) der Originalserie MacGyver beschützen Dalek ähnliche Roboter eine streng geheime Forschungsanstalt der Army.[6]